# Alticola lemminus
Alticola lemminus is een zoogdier uit de familie van de Cricetidae. De wetenschappelijke naam van de soort werd voor het eerst geldig gepubliceerd door Miller in 1898.